# سیارک ۷۸۳۸
سیارک ۷۸۳۸ (به انگلیسی: 7838 Feliceierman، نامگذاری:1993WA) هفت هزار و هشتصد و سی و هشتمین سیارک کشف شده‌است، که در ۱۶ نوامبر ۱۹۹۳ کشف شد.
قدر مطلق سیارک برابر ۱۳٫۳۰ است.